# Юминов, Сергей Николаевич
Сергей Николаевич Юминов (27 июня 1970, Ижевск) — российский футболист, выступавший на позиции нападающего и полузащитника. Сыграл 53 матча и забил 8 голов в высшем российском дивизионе.

## Биография
С 10-летнего возраста занимался футболом в спецклассе ижевской школы № 56 и в ДЮСШ «Ижпланета», участвовал в финальной стадии всесоюзного турнира «Кожаный мяч». Однако по окончании школы тренера посчитали, что Сергей не подходит по физическим кондициям для взрослого футбола, и он отправился в армию, где служил три года в морских пограничных войсках на Балтике.
После возвращения со службы присоединился к команде «Энергия» (Чайковский), которая в 1992 году дебютировала на профессиональном уровне во второй лиге России. Отыграв полгода в Чайковском, футболист получил приглашение вернуться в Ижевск и стал играть за местный «Зенит». В первое время выступал на позиции правого полузащитника, потом был переведён в нападение. В 1994 году перешёл в другой ижевский клуб — «Газовик-Газпром», в его составе в сезоне 1995 года одержал победу в турнире центральной зоны второй лиги и стал лучшим бомбардиром своей команды с 18 голами. В 1997 году был выбран капитаном команды.
В 1998 году перешёл в ярославский «Шинник». Дебютный матч в высшем дивизионе сыграл 2 мая 1998 года против московского «Локомотива». Первый гол за команду забил 11 июля 1998 года в матче Кубка Интертото в ворота финского ТПС. Также в еврокубковой кампании забил победный гол «Валенсии» в ворота, защищаемые Сантьяго Канисаресом, однако по итогам двух матчей «Шинник» уступил. Всего в своём первом сезоне на высшем уровне Юминов сыграл 22 матча (3 гола) в чемпионате России, 2 матча в Кубке России и 4 матча (2 гола) в Кубке Интертото.
В начале следующего сезона перешёл в «Уралан», но в феврале на сборах получил травму и самостоятельно уехал лечиться в Москву. В результате между игроком и клубом возник конфликт, который закончился полугодовой дисквалификацией футболиста. Во второй половине сезона был на просмотре в ЦСКА, но контракт не подписал.
В 2000 году выступал в премьер-лиге за «Факел», принял участие в 27 матчах и забил 5 голов. На следующий год перешёл в другой клуб высшего дивизиона — саратовский «Сокол», но сыграл только четыре матча в начале сезона и получил травму. После восстановления играл только за дубль и по окончании сезона решил завершить карьеру.